# Стефаун Гвюдмюндссон
Стефаун Гвюдмюндссон (исл. Stefán Guðmundsson, годы жизни неизвестны) — исландский шахматист. Входил в число сильнейших шахматистов Исландии 1930-х гг. В составе национальной сборной Исландии принимал участие в неофициальной шахматной олимпиаде 1936 г. в Мюнхене (играл на 6-й доске). В базах есть восемь партий, которые он сыграл на этой олимпиаде: победа над Р. Арлаускасом (Литва), поражения от Г. Фридмана (Польша), Б. Костича (Югославия), Г. Хайнике (Германия), О. Кайлы (Финляндия), К. Гильга (Чехословакия), Г. Барцы (Венгрия) и ничья с Ж. Франсезом (Болгария).
На сайте 365Chess партии Стефауна Гвюдмюндссона ошибочно приписаны современному шахматисту Стефауну Тормару Гвюдмюндссону (1946 г.р.).